# HF Linköpings Lejon
HF Linköpings Lejon var en handbollsklubb från Linköping i Östergötlands län, bildad den 17 augusti 1995 genom en ombildning av den tidigare klubben IF Saab (bildad 1941). Den nya klubben gjorde dock bara en säsong i den högsta serien innan man gick i konkurs. 
Detta innebar också att man började om i division 4, efter att tidigare spelat i Elitserien och så sent som 1990 varit i SM-final och 1991 vunnit Svenska Cupen. Efter degraderingen till division 4 flyttades verksamheten till Kungsbergshallen, där tidigare ungdomsverksamhet bedrivits, även för klubbens a-lagsverksamhet.
Från början fanns bara pojklag samt representationslag för herrar men i slutet av föreningens existens bedrevs även damverksamhet. Föreningen lades officiellt ned 2016.